# Unda
Az Unda az Amoebozoa nemzetsége.

## Történet
Az Undát Schaeffer írta le először 1926-ban az Unda marisszal együtt, melyet később nem írtak le.
Adl et al. 2005-ös eukariótataxonómiai összegzésében a Vannellida ribocsoport lehetséges nemzetsége volt, mely lemezes sejtekként állábak vagy alállábak nélkül mozgó élőlényeket tartalmaz a sejt akár felét kitöltő széles elülső hialoplazmával, gömbben összeálló hátulsó granuloplazmával, 1 sejtmaggal. Smirnov et al. 2007-es tanulmányában nem szerepel.:35
2016-ban Thomas Cavalier-Smith et al. kimutatták, hogy az Unda schaefferi a Vannella nemzetségben alakult ki, így azt átnevezték Vannella schaefferire.
Adl et al. 2019-ben az Amoebozoa ismeretlen helyzetű nemzetségeként írta le, Tekle et al. azonban kimutatta, hogy a Discosea Vannellida kládjában található.

## Morfológia
Legyező alakú amőba, Thomas Cavalier-Smith kimutatta morfológiai és filogenetikai kutatások alapján, hogy az Unda schaefferi a Vannella nemzetségbe tartozik.